# Classe Danton
A Classe Danton foi uma classe de couraçados pré-dreadnought operada pela Marinha Nacional Francesa, composta pelo Danton, Condorcet, Diderot, Voltaire, Mirabeau e Vergniaud. Suas construções começaram entre 1906 e 1908 e foram lançados ao mar em 1909 e 1910, sendo comissionados na frota francesa em 1911. A classe foi encomendada como parte de um programa de expansão naval francês que tinha intenção de fazer frente à expansão naval da Marinha Imperial Alemã. Seus projetos foram baseados em análises da Batalha de Tsushima de 1905 e foram concebidos para serem mais rápidos, mais manobráveis e com um armamento secundário mais poderoso.
Os seis couraçados da Classe Danton eram armados com uma bateria principal composta por quatro canhões de 305 milímetros montados em duas torres de artilharia duplas. Tinham um comprimento de fora a fora de 146 metros, boca de 25 metros, calado de mais de oito metros e um deslocamento normal de mais de dezoito mil toneladas. Seus sistemas de propulsão eram compostos por 26 caldeiras a carvão que alimentavam quatro conjuntos de turbinas a vapor, que por sua vez giravam quatro hélices até uma velocidade máxima de dezenove nós (35 quilômetros por hora). Os navios também tinham um cinturão de blindagem que tinha entre 180 e 280 milímetros de espessura.
Os navios serviram no Mar Mediterrâneo durante os tempos de paz realizando exercícios de rotina. Todos atuaram na Primeira Guerra Mundial e escoltaram comboios de tropas do Norte da África e depois foram empregados no Estreito de Otranto e em Dardanelos em patrulhas conter navios alemães, otomanos e austro-húngaros. O Danton foi afundado em 1917 depois de ser torpedeado por um u-boot alemão. Após a guerra participaram da Ocupação de Constantinopla e da intervenção dos Aliados na Guerra Civil Russa. Os restantes foram desmontados nas décadas de 1920 e 1930, com exceção do Condorcet, que foi desmontado na década de 1940 após a Segunda Guerra Mundial.

## Contexto e descrição

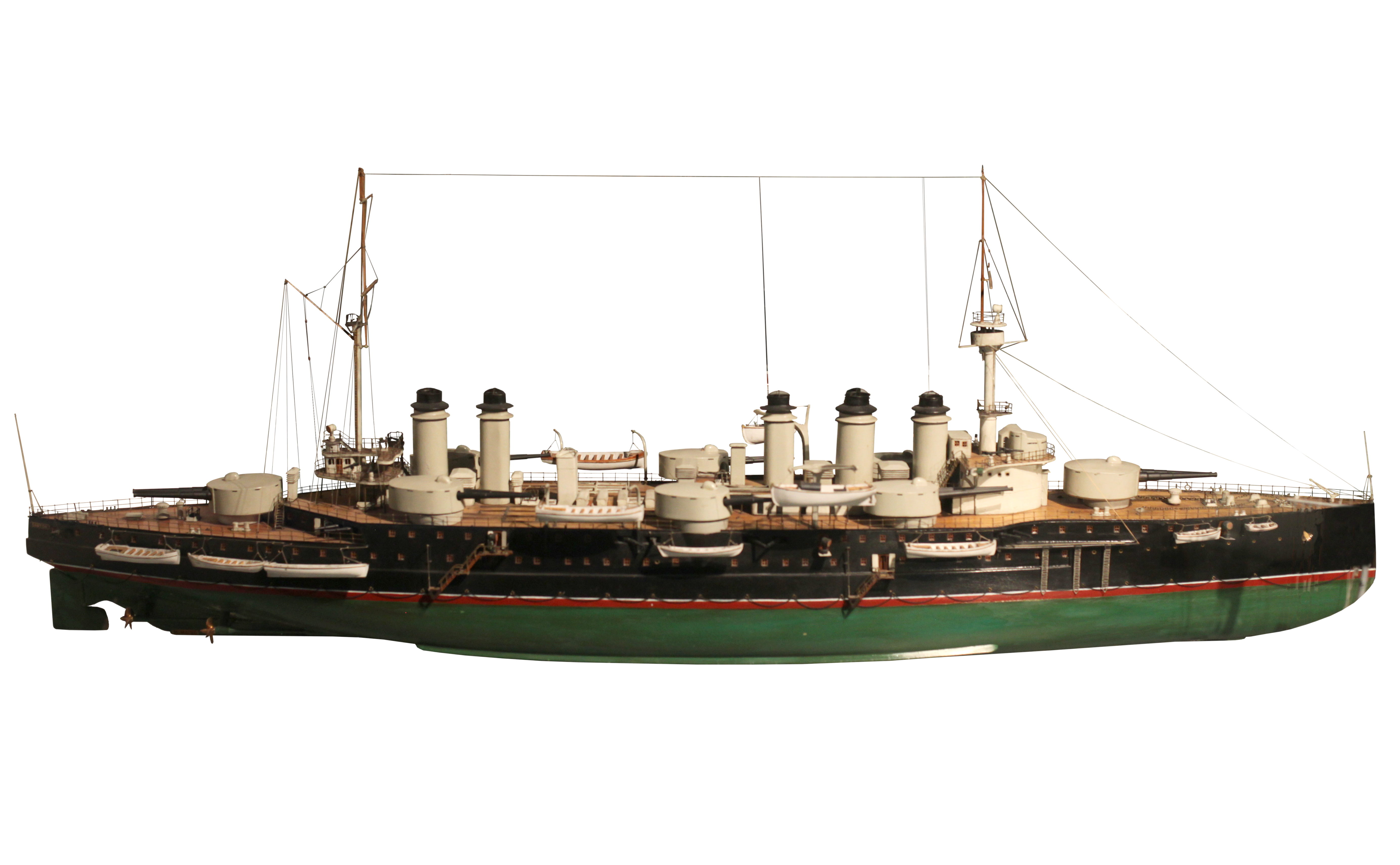
Modelo do Danton, em exposição no Musée national de la Marine em Paris.

Os navios da classe Danton foram encomendados como a segunda parcela de um plano de expansão naval francês que começou em resposta ao crescimento da Marinha Imperial Alemã após 1900. As discussões começaram em 1905 para uma versão ampliada do projeto anterior da Classe Liberté. Análises francesas da derrota russa para os japoneses na Batalha de Tsushima, em maio de 1905, creditaram a vitória destes últimos ao grande número de tiros de médio calibre que danificaram gravemente as superestruturas dos navios russos e provocaram muitos incêndios que as tripulações tiveram dificuldade em extinguir. A velocidade e o manuseio superiores dos navios japoneses também foram creditados como tendo um papel em sua vitória.
Os franceses decidiram que o alcance crescente do combate naval ditava o uso do canhão de 240 milímetros em vez do canhão de 194, arma usada na Classe Liberté. Os canhões maiores tinham maior capacidade de penetrar blindagem em distâncias crescentes, mantendo uma boa cadência de tiro. A Marinha também queria um navio mais rápido, mas isso só poderia ser feito reduzindo a espessura da blindagem sem exceder o limite de 18 mil toneladas imposto pelo Ministro da Marinha, Gaston Thomson, por razões orçamentárias. Um projeto preliminar com os habituais motores a vapor de tripla expansão foi aceito em março de 1906, mas várias modificações foram solicitadas. Foi feita uma proposta para substituir as torres de canhões de 240 milímetros por uma única torre de 305 milímetros para criar um navio "all-big-gun", como o encouraçado britânico HMS Dreadnought, mas isso foi rejeitado, pois aumentaria o deslocamento acima do limite e os canhões de 305 milímetros de disparo mais lento reduziriam o volume e o peso do fogo a um grau inaceitável.
A discussão parlamentar inicial do projeto se concentrou menos no custo previsto dos navios e mais na ideia de que a França estava sendo deixada para trás na corrida armamentista tecnológica, particularmente no que diz respeito às inovadoras turbinas a vapor Parsons usadas pelo Dreadnought. Em resposta, a Marinha enviou uma missão técnica para inspecionar a fábrica Parsons, vários estaleiros e fábricas de armas, bem como a fábrica de telêmetros Barr & Stroud em maio de 1906 e concluiu que as turbinas ofereciam mais potência em um volume menor do que os motores a vapor de expansão tripla, com um aumento significativo no consumo de combustível em baixas velocidades. Dois navios já haviam sido encomendados dos estaleiros navais três meses antes, quando a Marinha decidiu usar as turbinas em julho. Para complicar ainda mais as coisas, Thomson solicitou um estudo usando o canhão mais pesado e potente, com 45 calibres e 305 milímetros (Modèle 1906), em 3 de agosto, sem endossar a decisão da Marinha de usar turbinas.
Em 6 de outubro, o diretor de construção naval, M. Dudebout, solicitou urgentemente uma decisão, recomendando que três navios usassem motores a vapor de expansão tripla e os outros três usassem turbinas a vapor. Ele sentiu que isso minimizaria atrasos e despesas, pois o projeto precisava ser modificado para acomodar as turbinas e seus quatro eixos propulsores. Nenhuma empresa na França sabia como construir as turbinas, e estas eram três vezes mais caras que as máquinas a vapor. Thomson estava inclinado a aceitar a recomendação de Dudebout, mas vacilou até dezembro, depois que os debates parlamentares mostraram apoio esmagador às turbinas em todos os seis navios. Os contratos para os quatro navios restantes foram assinados em 26 de dezembro, um dia após a conclusão do debate. Thomson também demorou a decidir quais caldeiras usar. Ele enviou outra missão técnica à Grã-Bretanha para analisar o projeto da Babcock & Wilcox em abril de 1907, mas não tomou uma decisão a favor das caldeiras construídas na França até 3 de junho de 1908, depois que todos os navios foram batidos.
O projeto foi estimado para deslocar 18 318 toneladas antes da adoção do canhão mais pesado, o que exigiu uma torre nova e maior para lidar com o canhão, o que significava que a estrutura de suporte da torre também teve que ser reforçada. Numa tentativa malsucedida de reduzir o deslocamento, muitas seções da blindagem foram reduzidas em espessura, mas os navios cotinuaram a exceder a estimativa do projeto conforme construídos.

## Descrição geral
Os Danton eram significativamente maiores que seus predecessores da Classe Liberté. Os navios tinham 145 metros de comprimento na linha d’água e 146,6 metros de comprimento total, mais de 13 metros mais longo que os navios anteriores. Eles tinham uma boca de 25,8 metros e um calado de 8,44 metros em carga profunda. Os navios da Classe Danton estavam ligeiramente acima do peso; na verdade, eles deslocavam 18 754 toneladas com carga normal. Isto era mais de 4 mil toneladas do que os navios anteriores. Quando serviam como navios capitães, sua tripulação era composta por 40 oficiais e 875 soldados. Sem um almirante e sua equipe embarcados, a tripulação era composta por 28 oficiais e 824 soldados.

### Propulsão

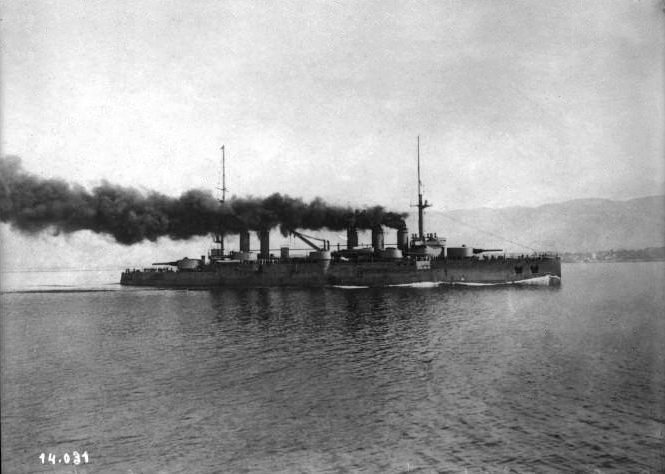
Voltaire a caminho do porto de Toulon, 8 de maio de 1911

Os navios da Classe Danton tinham quatro turbinas a vapor Parsons de acionamento direto, construídas sob licença, cada uma das quais acionava uma única hélice, usando vapor de 26 caldeiras Belleville ou Niclausse alimentadas a carvão. Cada tipo de caldeira foi instalado em três navios da classe. As caldeiras eram alojadas em dois grandes compartimentos, 17 na sala de caldeiras da proa, que usava os três funis dianteiros, e 9 na caldeira de popa, que exauria através do par de funis traseiros. As turbinas ficavam no meio do navio, entre as salas das caldeiras, em três compartimentos. A sala de máquinas central abrigava as turbinas para os dois eixos propulsores centrais e a turbina para cada um dos eixos externos tinha seu próprio compartimento flanqueando a sala de máquinas central. As turbinas foram avaliadas em um total de 16 800 kW utilizando vapor fornecido pelas caldeiras a uma pressão de trabalho de 256 psi. Projetado para uma velocidade máxima de 19,25 nós (35,65 quilômetros por hora), eles superaram facilmente isso durante seus testes no mar com velocidades variando de 19,7 a 20,66 (36,5 a 38,3 quilômetros por hora).
As caldeiras Niclausse não eram adequadas para uso com turbinas e queimavam mais carvão do que as caldeiras Belleville. Elas também produziam grandes quantidades de fumaça e faíscas; ocasionalmente até chamas devido à combustão incompleta do carvão. Os Danton transportavam no máximo 2 027 toneladas de carvão, o que lhes dava um alcance estimado de 3 120 a 4 866 milhas náuticas (5 778 a 9 012 quilômetros) a uma velocidade de 12 nós (22 quilômetros por hora), dependendo de quais caldeiras foram instaladas. A sua durabilidade era quase metade da dos seus antecessores devido ao consumo de combustível pouco económico das suas turbinas a baixas velocidades e significava que necessitavam de paragens frequentes para abastecimento de carvão durante a guerra.

### Armamento
A bateria principal dos navios da Classe Danton consistia em quatro canhões de 305 milímetros Modèle 1906 montados em duas torres de canhões duplos, uma na proa e outra na popa da superestrutura. Cada torre podia elevar-se até +12°, o que dava aos canhões um alcance máximo de 14 500 metros. Os canhões disparavam projetéis perfurantes de 440 quilogramas com velocidade inicial de 780 metros por segundo a uma taxa de 1,5 disparos por minuto. Cada torre armazenava oito balas ao longo da parede traseira e seu propelente era mantido entre o piso da câmara de tiro e o fundo da torre. Os navios normalmente armazenavam 75 balas por arma, mas havia espaço disponível para mais 10. Seu armamento secundário consistia em doze canhões de 50 calibres, 250 milímetros Modèle 1902 em seis torres de dois canhões, três de cada lado do navio. A elevação máxima das torres era de +13°. Um projétil de 240 quilogramas podia ser disparado a uma distância de 14 mil metros. As armas podiam disparar a uma taxa de dois tiros por minuto. Cada torre tinha espaço para 12 projéteis e as 36 cargas de propelente necessárias; normalmente eram transportados 80 balas por arma, mas a capacidade máxima era de 100 por arma.
Os Dantons carregavam uma série de canhões menores para se defenderem contra torpedeiros. Estes incluíam dezesseis canhões Schneider Modèle 1908 de 75 milímetros montados em canhoneiras não blindadas nas laterais do casco. Essas armas tinham um alcance de 8 mil metros e podiam disparar aproximadamente 15 tiros por minuto. Como os elevadores de projéteis eram lentos e eram difíceis de manusear em seus compartimentos de três cartuchos nos carregadores, um total de 576 balas eram armazenados perto das armas em armários prontos para uso. Cada arma era equipada com 400 balas, mas o armazenamento máximo disponível era de 430 balas por arma. Os navios também possuíam dez canhões de 47 milímetros Hotchkiss em suportes de pivô na superestrutura. Eles tinham a mesma cadência de tiro que os de 75 milímetros, mas apenas um alcance de 6 mil metros. Cada arma tinha 36 balas em armários prontos para uso. Os navios eram fornecidos com um máximo de 800 balas por arma.
Os couraçados também estavam armados com dois tubos de torpedossubmersos de 450 milímetros, um em cada lado. Cada tubo podia inclinado 10° para frente e 3° para baixo. Cada navio transportava seis torpedos Modèle 1909R. Eles pesavam 114 quilogramas e tinham duas configurações de velocidade/alcance: 3 mil metros a 28 nós (52 quilômetros por hora) ou 2 mil metros a 33 nós (61 quilômetros or hora). Os Dantons também tinham espaço de armazenamento para 10 minas Harlé Modèle 1906, que tinham uma carga explosiva de 60 quilogramas de trinitrocelulose. Estes não podiam ser depositados pelos próprios navios, mas tinham de ser descarregados para serem utilizados.

### Controle de fogo
Considerando que o design do telêmetro britânico Barr & Stroud era superior aos designs franceses existentes, os Danton montaram um par de modelos de dois metros no topo da torre de comando e um telescópio 1,37 metros no topo de cada torre para uso pelos comandantes da torre. A integração desses elementos ao sistema geral de controle de tiro levou algum tempo. Assim, oito estadímetros Ponthus & Therrode, que exigiam conhecimento da altura do mastro e do comprimento total do alvo, foram usados nesse ínterim. Durante a guerra, os telêmetros foram substituídos por instrumentos mais longos e precisos. Um modelo triplo de 4,57 metros foi instalado acima da torre de comando e os modelos de 2 metros substituíram os menores nos telhados da torre.

### Blindagem
Os navios da classe Danton foram construídos com 6 725 toneladas de blindagem, 36% do deslocamento projetado e quase 1 200 toneladas a mais que seus antecessores. O cinturão blindado da linha d’água tinha uma espessura máxima de 250 milímetros entre as torres dianteiras e traseiras, e era reduzido para 180 milímetros em direção à proa e à popa. O cinto consistia em duas faixas de blindagem, de 4,5 metros de altura, que cobria as laterais do casco até o convés principal e se estendia 1,1 metros abaixo da linha d'água. A maioria das placas de blindagem inferiores afunilavam-se para uma espessura de 80 a 100 milímetro ao longo de sua borda inferior, enquanto que as placas superiores ao meio do navio tinhamm 220 milímetros e 140 em suas extremidades. A blindagem do cinto era apoiada por 80 milímetros de teca. Ela se estendia por quase todo o comprimento do navio, deixando apenas a popa desprotegida. Na popa, o cinto terminava em antepara transversal de 200 milímetros; uma antepara dianteira transversal de 154 milímetros conectava os lados da barbeta dianteira à correia.
As torres principais dos canhões tinham 340 milímetros de blindagem em suas faces, 260 milímetros nos tetos, além de três camadas de chapas de aço macio de 24 milímetros. Suas barbetas eram protegidas por 246 milímetros de blindagem que era reduzida para 66 milímetros abaixo do convés superior protegido. As torres de armas secundárias tinham 225 milímetros em suas faces, 188 milímetros nas laterais e um teto de três camadas de placas de 17 milímetros. As barbetas da torre de 240 milímetros tinham lados de 148 a 154 milímetros. A frente da torre de comando tinha blindagem de 266 milímetros de espessura e suas laterais tinham 216 milímetros. As paredes do seu tubo de comunicação até o centro de controle de fogo tinham 200 milímetros de espessura até o convés superior.
Os navios tinham dois conveses protegidos (o pont blindée supérieur e o pont blindée inférieur (PBI)), cada um formado por três camadas de aço macio de 15 ou 16 milímetros de espessura. O inferior deles, o PBI, curvava-se para baixo em direção às laterais do casco para encontrar a antepara antitorpedo e a parte curva era reforçada pela proteção de uma placa de blindagem de 40 milímetros associada a uma placa superior de 15 milímetros de aço macio. O PBI também se inclinava para baixo em direção à proa e era reforçado de forma semelhante para formar um glacis blindado. Os Danton tinham uma protuberância interna antitorpedo de 2 metros de profundidade ao longo da lateral do casco, abaixo da linha d'água. Era apoiado por uma antepara antitorpedo que consistia em três camadas de placas de blindagem de 15 milímetros. Dentro da antepara havia 16 compartimentos estanques, 12 dos quais normalmente eram mantidos vazios, mas os 4 localizados ao lado das salas das caldeiras eram usados como depósitos de carvão. Este sistema de proteção teve sucesso misto na prática, pois o Danton virou em 40 minutos após ser atingido por dois torpedos, enquanto o Voltaire sobreviveu ao ser atingido também por dois torpedos.

## Navios
| Navio     | Homônimo             | Construtor                                 | Batido                | Lançado               | Entrada em serviço  | Destino |
| --------- | -------------------- | ------------------------------------------ | --------------------- | --------------------- | ------------------- | --- |
| Condorcet | Marquis de Condorcet | A. C. de la Loire, St Nazaire              | 23 de agosto 1907     | 20 de abril de 1909   | 25 de julho de 1911 | Afundado por aviões, 7 de março de 1944; reflutuado em setembro de 1945; descomissionado em 14 de dezembro de 1945; desmontado entre 1946–1949 |
| Danton    | Georges Danton       | Arsenal de Brest, Brest                    | 9 de janeiro de 1908  | 4 de julho de 1909    | 24 de julho de 1911 | Afundado pelo U-64, 19 de março de 1917 |
| Diderot   | Denis Diderot        | A. C. de la Loire, St Nazaire              | 20 de outubro de 1907 | 19 de abril de 1909   | 25 de julho de 1911 | Demolido, 31 de agosto de 1937 |
| Mirabeau  | Comte de Mirabeau    | Arsenal de Lorient, Lorient                | 4 de maio de 1908     | 29 de outubro de 1909 | 1 de agosto de 1911 | Descomissionado, 27 de outubro de 1921 |
| Vergniaud | Pierre Vergniaud     | A. C. de la Gironde, Bordeaux              | Julho 1908            | 12 de abril de 1910   | 18 de dezembro 1911 | Vendido para sucata, 27 de novembro de 1928 |
| Voltaire  | Voltaire             | F. C. de la Méditerranée, La Seyne-sur-Mer | 8 de junho de 1907    | 16 de janeiro de 1909 | 5 de agosto de 1911 | Afundado como alvo 27 de maio de 1938; sucateado em 1950                                                                                       |

## Construção e carreiras
Os Danton levaram muito tempo para serem construídos. A construção foi prolongada por uma série de fatores, sendo o principal deles as mais de 500 mudanças feitas no projeto original e a incapacidade de Thomson de tomar uma decisão em tempo hábil. Isso significava que os construtores às vezes tinham que arrancar seções já concluídas para incorporar as modificações. Outros problemas eram a escassez de infraestrutura necessária nos estaleiros, longos atrasos na entrega de peças, escassez de mão de obra e falta de vagas de construção nos estaleiros navais. Por exemplo, a água na extremidade inferior do recém-concluído cais Point-du-Jour em Brest fez com que a construção da popa do Danton fosse adiada quatro meses após o início da proa e a construção do Mirabeau não pôde começar até que o cruzador blindado Waldeck-Rousseau fosse lançado.
Após o comissionamento em 1911, todos os seis navios foram designados para o Primeiro Esquadrão de Batalha da Frota do Mediterrâneo, onde participaram das manobras da frota em maio-junho de 1913. Quando a guerra começou, o esquadrão, sob o comando do vice-almirante Paul Chocheprat, estava no mar se preparando para escoltar comboios de tropas do norte da África francesa para a França. Alguns navios procuraram sem sucesso o cruzador de batalha alemão SMS Goeben e o cruzador ligeiro SMS Breslau no Mediterrâneo Ocidental, além de comboios escoltados. Mais tarde naquele mês, todos os navios, exceto o Mirabeau, participaram da Batalha de Antivari, no Mar Adriático, e ajudaram a afundar um cruzador protegido austro-húngaro. Eles passaram a maior parte do resto da guerra bloqueando o Estreito de Otranto e os Dardanelos para impedir que navios de guerra alemães, austro-húngaros e turcos invadissem. O Mirabeau participou na tentativa de garantir a aquiescência grega às operações aliadas na Macedónia no final de 1916.

### Pós-guerra

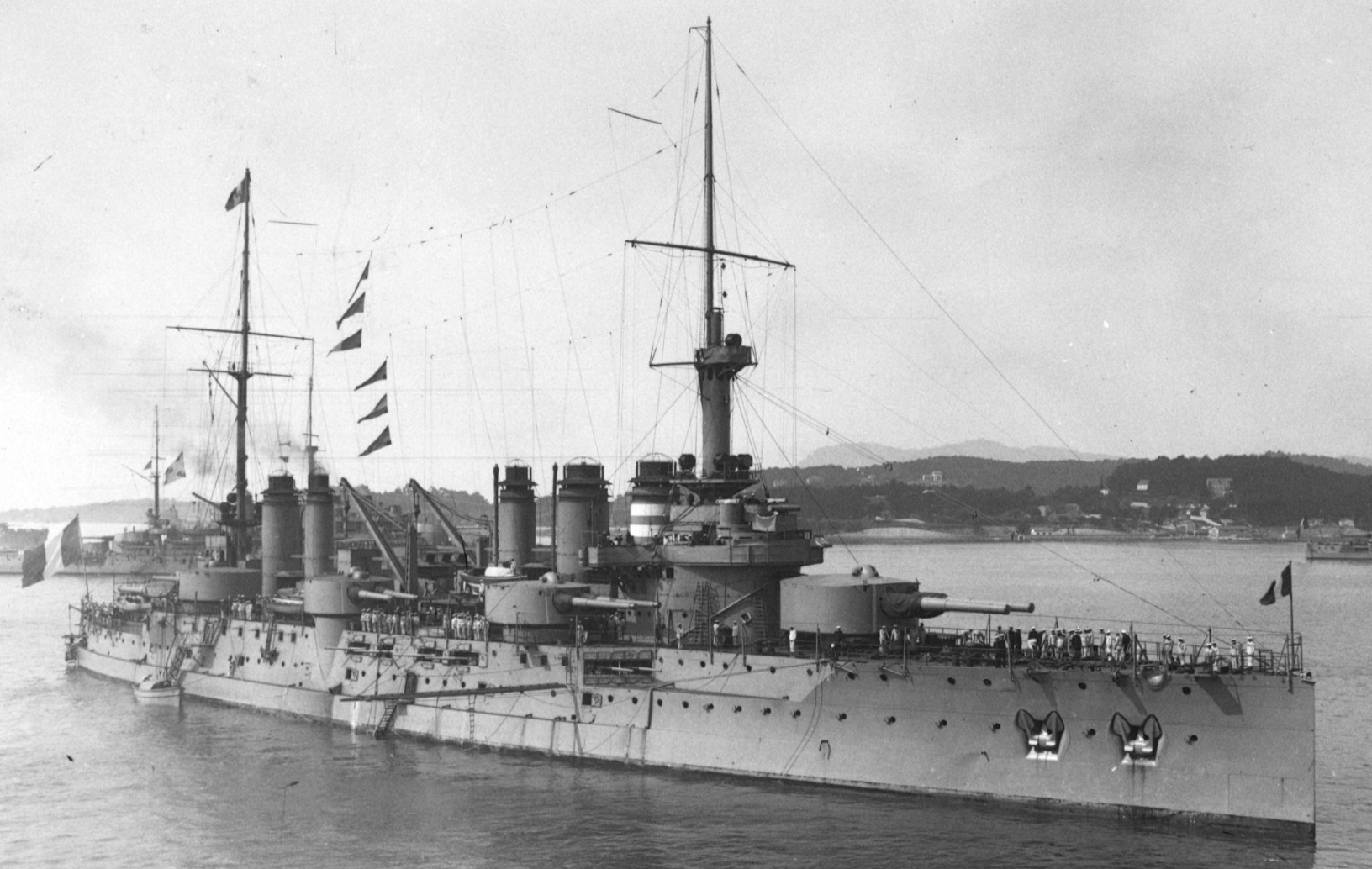
Voltaire ancorado

O Diderot, Mirabeau e Vergniaud participaram brevemente da ocupação de Constantinopla após o fim da guerra e os dois últimos navios foram enviados para o Mar Negro no início de 1919 durante a Intervenção do Sul da Rússia. A tripulação do Vergniaud se amotinou depois que um de seus membros foi morto quando um protesto contra a intervenção em apoio aos Brancos foi reprimida de forma sangrenta e forçou o retorno dos navios franceses. O Mirabeau encalhou em fevereiro de 1919 na costa da Crimeia e não pôde ser reflutuado até que algumas de suas armas e blindagens fossem removidas.
Todos os navios sobreviventes, exceto o Condorcet, foram reduzidos a funções de segunda linha em 1920. O Mirabeau não foi reparado após seu salvamento e ficou abandonado por alguns anos antes de ser vendido. O Vergniaud estava em más condições e se tornou um navio alvo antes de ser vendido como sucata. O Voltaire e Diderot tiveram sua proteção subaquática modernizada no início da década de 1920 e se tornaram navios de treinamento antes de serem descomissionados em meados da década de 1930. O Condorcet foi designado para a Divisão do Canal no início da década de 1920, antes de também ter sua proteção subaquática modernizada. Ele também se tornou um navio de treinamento após sua reforma, mas foi desequipado em 1931 e se tornou um navio-depósito para a escola de torpedos. O navio foi capturado intacto quando os alemães ocuparam Toulon em novembro de 1942 e foi usado por eles como navio-quartel. O Condorcet foi afundado pelos alemães em agosto de 1944 e  foi reflutuado no ano seguinte antes de ser desmantelado.

O naufrágio do Danton foi descoberto em 2007 entre a Argélia e a Sardenha a uma profundidade de mais de mil metros.